# Ruben Alfredo Andresen Leitão

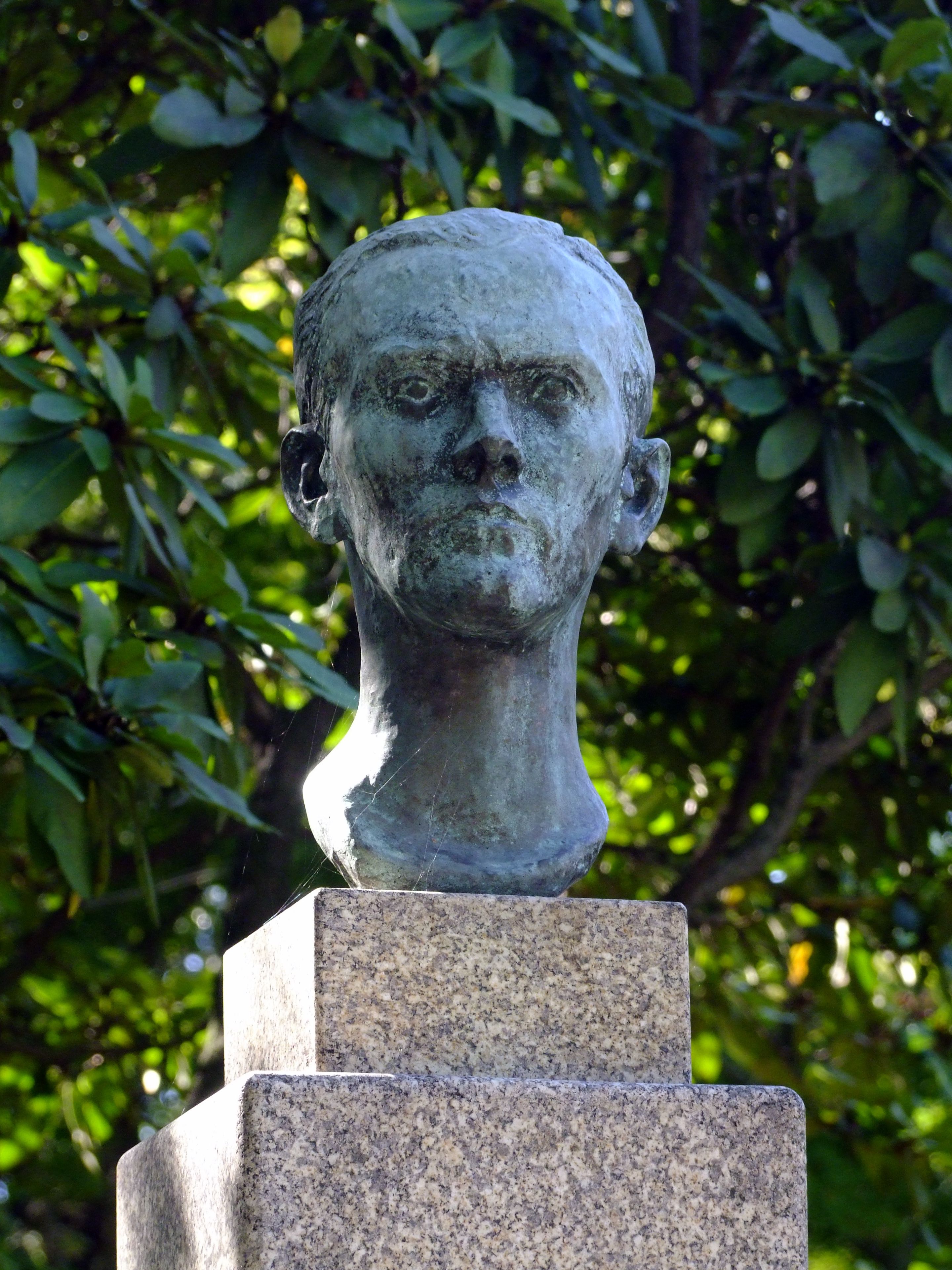
Porträtbüste Ruben A.s im Botanischen Garten von Porto

Ruben Alfredo Andresen Leitão (* 26. Mai 1920 in Lissabon; † 29. September 1975 in London) war ein portugiesischer Historiker und Schriftsteller, der seine Werke unter dem Pseudonym Ruben A. veröffentlichte. 

## Leben
Ruben Alfredo Andresen Leitão lehrte von 1947 bis 1951 am King’s College London. Von 1954 bis 1972 war er Mitarbeiter der brasilianischen Botschaft in Lissabon.
Nach ersten literarischen Veröffentlichungen im Jahr 1949 erschien im Jahr 1954 sein erster Roman Caranguejo. In seinen Romanen griff er historische Themen auf und verwob sie in einem surrealistischen Zeit- und Handlungsgefüge. Dabei suchte er sowohl in Bezug auf individuelle Psychologie als auch im Hinblick auf die sozialen und geschichtlichen Begebenheiten nach der portugiesischen Mentalität. 
Seine Werke wurden bis jetzt noch nicht ins Deutsche übersetzt.

## Werke
- Caranguejo (Krabbe, 1954)
- A torre da Barbela (Der Turm der Barbela, 1964)
- Kaos (Chaos, 1981, postum)